# Taxeotis gonosemela
Taxeotis gonosemela là một loài bướm đêm trong họ Geometridae.